# Peter Martins
Peter Martins (ur. 27 października 1946 w Kopenhadze) – duński tancerz, choreograf i baletmistrz.
Od 1953 uczył się w Królewskiej Duńskiej Szkole Baletowej, w 1965 został członkiem grupy baletowej, 1969-1984 był solistą, choreografem i od 1983 dyrektorem New York City Ballet. Grał ważniejsze partie w baletach George’a Balanchine’a (m.in. Violin concerto do muzyki Strawińskiego) i Jerome Robbinsa (In the night do muzyki Chopina, i Goldberg Variations do muzyki Bacha). W 1982 opublikował autobiografię Far from Denmark.